# Limberg Gutiérrez
Limberg Gutiérrez Marsical (Santa Cruz de la Sierra, 19 novembre 1977) è un ex calciatore boliviano, di ruolo centrocampista.

## Caratteristiche tecniche
Gioca come centrocampista offensivo, ha nel buon rendimento a livello fisico, nella velocità nel dribbling e nel tiro le sue caratteristiche principali.

## Carriera

### Club
Debuttò nel 1996 con la maglia del Club Blooming, squadra della sua città natale, Santa Cruz de la Sierra, dopo aver militato nelle file del Club Universidad Iberoamericana a livello giovanile; le sue prestazioni a livello nazionale gli valgono prima il debutto in Nazionale nel 1997 e successivamente la vittoria del Premio Mayor nel 1999, il premio assegnato dal quotidiano El Deber al giocatore boliviano che più si sia distinto durante l'anno.
Nel 2001 fu ceduto in prestito al Club Nacional de Football di Montevideo, in Uruguay; con la squadra di Hugo de León fece una buona impressione, segnando al debutto da titolare e vincendo il campionato. Tornato al Blooming, disputò una stagione in cui segnò 10 reti in 24 presenze, ottenendo il trasferimento al Bolívar.
Dal 2003 al 2006 giocò con la compagine di La Paz, segnando 58 reti, raggiungendo così quota 139 gol in campionato. Nel 2007 fu di nuovo il Blooming ad aggiudicarsi le prestazioni di El Bomba Gutiérrez, mentre nel 2009 è passato al The Strongest. Il 30 gennaio viene acquistato dalla società indiana del Siliguri per 180 000 dollari.

### Nazionale
Ha debuttato per la Bolivia nel 1997, totalizzando 52 presenze e 4 gol. Fu convocato per la prima volta ad una competizione internazionale nel 1997 da Antonio López Habas, che lo schierò titolare a 20 anni durante la prima partita della Copa América giocata in casa, contro il Venezuela. Nella partita successiva subentrò a Milton Coimbra al 59esimo minuto, mentre nel terzo ed ultimo incontro non scese in campo, chiudendo di fatto la sua Copa América, che la Bolivia chiuse al secondo posto. Durante la Copa América 1999 giocò da titolare a fianco di Víctor Hugo Antelo prima e Jaime Moreno dopo formando la coppia d'attacco nel 4-4-2 di Héctor Veira. Nel 2001 giocò nella giovane Bolivia di Carlos Aragonés, giocando stavolta da trequartista dietro le due punte, come nel 2004. Inizialmente convocato per le eliminatorie per campionato del mondo 2010 dal tecnico Erwin Sánchez, ha gradualmente perso il posto in Nazionale a causa di Álex da Rosa.

## Palmarès

### Club

#### Competizioni nazionali
- Campionato boliviano: 5

Blooming: 1998, 1999
Bolívar: 2004, 2005, 2006
- Campionato uruguaiano: 1

Nacional: 2001